# ロトイティ級哨戒艇
ロトイティ級哨戒艇（英語: Rotoiti class inshore patrol vessel）、またはレイク級哨戒艇（英語: Lake-class inshore patrol vessel）はニュージーランド海軍、アイルランド海軍の哨戒艇のクラス。プロテクター計画の一環として整備されたことから、プロテクター型近海哨戒艇（英: Protector class inshore patrol vessel）とも称されており、4隻が建造された。
2000年代初頭、ニュージーランド海軍は、総合的な艦艇の再整備計画として、プロテクター計画を発動した。これは、ニュージーランド政府が進めていた緊縮財政に対応するよう海軍の戦力を見直すものであった。本級は、旧式のモア級哨戒艇の代替艇として開発されたものであるが、その開発に当たっては、同計画のコンセプトが導入されている。設計に当たっては高可用性および低ライフサイクルコスト性が重視され、また、税関や警察などと連携することで、少ない人員で最大の能力を発揮するよう配慮されている。建造は、プロテクター計画による他の艦と同様に、オーストラリアのBAEシステムズ・オーストラリア（旧 テニックス）社で行なわれた。上部構造物の建造にあたっては摩擦攪拌接合技術が適用された。
2019年10月17日、ニュージーランド政府は2隻を退役させ、その後2隻ともアイルランド海軍に売却した。2024年9月4日、アイルランド海軍は購入した2隻を就役させた。
哨戒海域は海岸線からおおむね24海里 (44 km)以内とされており、1年間のうち290日は哨戒任務を行なえるものとされている。南極海の過酷な海況条件に対応して、搭載艇の揚降はシーステート4まで、ヴァートレップはシーステート5まで対応可能とされており、艇自体はシーステート5まで通常の哨戒活動を実施可能、シーステート8であっても生還可能とされている。
| ニュージーランド海軍 | ニュージーランド海軍        | ニュージーランド海軍 | ニュージーランド海軍 | ニュージーランド海軍 | ニュージーランド海軍 |
| #                    | 艇名                        | 起工                 | 進水                 | 就役                 | 退役                 |
| -------------------- | --------------------------- | -------------------- | -------------------- | -------------------- | -------------------- |
| P3569                | ロトイティ HMNZS Rotoiti    | 2006年 3月3日        | 2007年 8月           | 2009年 4月17日       | 2019年 10月17日      |
| P3571                | ハウエア HMNZS Hawea        | 2006年 12月13日      | 2007年 12月11日      | 2009年 5月1日        |                      |
| P3568                | プカキ HMNZS Pukaki         | 2007年 6月21日       | 2008年 5月6日        | 2009年 5月14日       | 2019年 10月17日      |
| P3570                | タウポ HMNZS Taupō          | 2007年 12月14日      | 2008年 8月23日       | 2009年 5月29日       |                      |
| アイルランド海軍     |                             |                      |                      |                      |                      |
| P71                  | LÉ Aoibhinn （元プカキ）    |                      |                      | 2024年 9月4日        |                      |
| P72                  | LÉ Gobnait （元ロトイティ） |                      |                      | 2024年 9月4日        |                      |